# Біма (місто)
```

```

Бі́ма (індонез. Bima) — муніципалітет та місто у складі провінції Західна Південно-Східна Нуса, Індонезія.
Населення — 146307 осіб (2012; 402843 в 2010).

## Адміністративний поділ
До складу муніципалітету входять 5 районів:
| Райони          | Площа, км² | Населення, осіб (2010) | Населення, осіб (2012) | Селища |
| --------------- | ---------- | ---------------------- | ---------------------- | ------ |
| Асакота         | 69,03      | 27905                  | 28635                  | 4      |
| Мпунда          | 15,28      | 32498                  | 33347                  | 10     |
| Раба            | 63,73      | 34845                  | 35755                  | 11     |
| Расанає Західне | 10,14      | 31126                  | 31940                  | 6      |
| Расанає Східне  | 64,07      | 16205                  | 16630                  | 7      |

## Клімат
Місто знаходиться у зоні, котра характеризується кліматом тропічних саван. Найтепліший місяць — листопад із середньою температурою 26.6 °C (79.9 °F). Найхолодніший місяць — липень, із середньою температурою 24.2 °С (75.6 °F).
| Клімат Біми             | Клімат Біми | Клімат Біми | Клімат Біми | Клімат Біми | Клімат Біми | Клімат Біми | Клімат Біми | Клімат Біми | Клімат Біми | Клімат Біми | Клімат Біми | Клімат Біми | Клімат Біми |
| Показник                | Січ.        | Лют.        | Бер.        | Квіт.       | Трав.       | Черв.       | Лип.        | Серп.       | Вер.        | Жовт.       | Лист.       | Груд.       | Рік         |
| Середня температура, °C | 25,6        | 25,5        | 25,6        | 25,8        | 25,4        | 24,8        | 24,2        | 24,4        | 25,4        | 26,3        | 26,6        | 25,9        | 25,5        |
| Норма опадів, мм        | 318.6       | 313.8       | 230.8       | 104.6       | 94.6        | 26.4        | 25.4        | 12.6        | 9.7         | 53.2        | 141.2       | 240.2       | 1571.1      |
| Днів з опадами          | 23          | 19,9        | 18,1        | 12,8        | 7,9         | 5,4         | 3,4         | 1,7         | 1,7         | 4,3         | 13,7        | 19,8        | 131,7       |
| Вологість повітря, %    | 84.9        | 85.7        | 84.1        | 79.1        | 76.6        | 73.8        | 71.4        | 69.4        | 68          | 69.8        | 75.8        | 81.7        | 76.7        |
| ----------------------- | ----------- | ----------- | ----------- | ----------- | ----------- | ----------- | ----------- | ----------- | ----------- | ----------- | ----------- | ----------- | ----------- |
| Джерело: Weatherbase    |             |             |             |             |             |             |             |             |             |             |             |             |             |